# Убийство Яны Болтынюк
Убийство Яны Болтынюк — преступление, совершённое ранним утром 16 июля 2014 года в Калуге. По версии следствия, на 18-летнюю девушку было совершено нападение в лесополосе у торговых павильонов в районе улицы Звёздной, в ходе которого она была подвергнута изнасилованию и впоследствии задушена. Тело девушки преступники вывезли в близлежащий лесной массив, после чего в целях избавления от улик сожгли. За последующие четыре года в ходе расследования сотрудники полиции проверили на причастность к совершению преступления более 11 тысяч человек. В конечном итоге на основании результатов ДНК-экспертизы обвинения в убийстве Болтынюк были предъявлены местному жителю Евгению Татаринцеву, который свою вину не признал. 
После того как мать Яны Болтынюк обратилась к председателю Следственного комитета РФ, дело было передано в Главное следственное управление СК, благодаря чему в июне 2019 года на основании ряда других экспертиз была установлена причастность к совершению убийства старшего брата Евгения Татаринцева — Владимира. Вскоре после ареста Владимир Татаринцев дал признательные показания в совершении убийства, заявив, что к нему причастен ещё один человек, личность которого установить так и не удалось. Впоследствии Владимир Татаринцев отказался от признательных показаний и заявил о своей невиновности. Данное дело получило широкий общественный резонанс и активно обсуждалось в СМИ, так как в ходе затянувшегося расследования было взято на особый контроль в Министерстве внутренних дел Российской Федерации.

## Обстоятельства убийства
На момент гибели 18-летняя Яна Витальевна Болтынюк являлась студенткой колледжа сервиса и дизайна, расположенного в Калуге. Она хотела стать профессиональным модельером, мечтала открыть магазин и выпускать линию одежды под собственным брендом. В свободное от учёбы время девушка подрабатывала. Следствием было установлено, что вечером 15 июля 2014 года Болтынюк после завершения рабочего дня встретилась со своим знакомым. В ночь с 15 на 16 июля приблизительно в 0:15 Яна Болтынюк в последний раз вышла на связь в районе торгового центра «Торговый квартал» на Московской улице и сказала матери о том, что направляется домой в сопровождении молодого человека, после чего связь с ней была потеряна. Через 15 минут её телефон был уже выключен, а сама девушка пропала без вести. На следующий день родственники Яны Болтынюк обратились в полицию и в последующие дни развернули обширную поисковую деятельность. К 18 июля были проверены все городские больницы и морги, опрошены все знакомые пропавшей девушки и обследована близлежащая территория — аллеи, леса, овраги, стройки, подвалы и дачный посёлок, расположенный недалеко от района, где проживала Болтынюк. Кроме того, к поиску присоединилось несколько десятков добровольцев, которые расклеили несколько сотен объявлений-ориентировок по городу и городским пригородам.
В ходе предварительного расследования полицией была установлена личность молодого человека, который провожал Болтынюк в ночь её исчезновения. Он был задержан и подвергнут допросу. На допросе молодой человек заявил представителям правоохранительных органов, что проводил Яну по аллее до поворота к торговому комплексу, однако в то же время полицией были найдены свидетели, которые в свою очередь заявили, что в ту ночь заметили девушку, похожую по описанию на Яну, которая выходила одна с аллеи к пешеходному переходу между торговым центром и автобусной остановкой без какого-либо сопровождения. Помимо этого, согласно показаниям свидетелей, на автобусной остановке находились две девушки и молодой человек, между которыми произошёл конфликт. На остановке также находились ещё два молодых человека. Следствие не исключило, что кто-то из участников конфликта мог быть причастен к убийству Яны Болтынюк, которое произошло в этом районе приблизительно в то самое время. Так как участники конфликта могли стать для следствия ценными свидетелями, следователи в последующие дни с просьбой о помощи обратились к водителям, которые в ночь на 16 июля проезжали мимо остановки общественного транспорта у торгового центра и могли стать свидетелями конфликта, однако результата это не принесло. В число подозреваемых в причастности к исчезновению попал один из знакомых Яны Болтынюк по имени Сергей Минаков, который находился в розыске по подозрению в угонах автомобилей и совершении разбойных нападений.
Днём 18 июля появилось сообщение о том, что была найдена сумка, с которой Яна 15 июля ушла из дома на работу, благодаря чему к поискам были привлечены активисты организации «Лиза Алерт», а Следственное управление СКР по Калужской области на различных основаниях возбудило уголовное дело по признакам преступления, предусмотренного статьёй уголовного кодекса РФ «убийство». Днём 20 июля обгоревшее тело девушки было обнаружено в лесном массиве у одной из автодорог. В ходе визуального опознания брат Яны Денис Болтынюк заявил, что тело принадлежит его сестре. Тем не менее для окончательной идентификации были назначены более двадцати исследований, в том числе генетическая экспертиза, по результатам которой было установлено, что тело действительно принадлежит Яне Болтынюк. Через несколько дней она была похоронена в закрытом гробу на Литвиновском кладбище.
Впоследствии расследование уголовного дела и обстоятельств убийства девушки практически прекратилось за отсутствием подозреваемых. Отсутствие прогресса в расследовании и массовая огласка в СМИ этого дела вызвали общественный резонанс. Мать девушки Анна Болтынюк написала письмо президенту Российской Федерации Владимиру Путину с просьбой о помощи и обратилась к министру внутренних дел РФ Владимиру Колокольцеву, после чего дело об убийстве было взято на особый контроль Следственным комитетом РФ, а из Москвы в Калугу была направлена следственная группа из числа наиболее опытных и высококвалифицированных следователей и криминалистов Главного управления криминалистики.

## Поиск убийц и следствие
Несмотря на привлечение к делу внимания общественности и проверку на причастность к расправе с Яной Болтынюк нескольких тысяч человек, в ходе расследования первый серьёзный подозреваемый появился лишь в начале февраля 2018 года, спустя четыре года после убийства. По заявлению пресс-службы Следственного комитета по Калужской области, 22 марта того же года молодому человеку 1985 года рождения было предъявлено обвинение в совершении убийства Болтынюк на основании результатов палинологической экспертизы. Однако родители убитой девушки на личном приёме у председателя Следственного комитета РФ Александра Бастрыкина заявили о своём недовольстве результатами расследования, так как у них имелись предположения о том, что соучастников убийства было больше. Родственники подозреваемого, имя которого на тот момент не разглашалось общественности, заявили о его невиновности и обвинили следователей в том, что следственная работа была проведена в недостаточно полном объёме, хотя уголовное дело к тому времени насчитывало уже 82 тома.
Впоследствии было объявлено, что подозреваемым является местный житель — 33-летний Евгений Татаринцев. В последующие месяцы после его ареста были проведены сложные молекулярно-генетические, ботанические, палинологические и психофизиологические судебные экспертизы. Следствием на причастность к совершению преступления также были проверены лица из окружения Татаринцева и проведена ольфакторная экспертиза, в ходе которой на предметах одежды потерпевшей и орудии убийства были обнаружены запаховые следы, что позволило установить их принадлежность старшему брату Евгения — Владимиру Татаринцеву. Владимир Татаринцев был задержан, и ему также было предъявлено обвинение в убийстве Яны Болтынюк. На одном из допросов 26 июня 2019 года Владимир Татаринцев дал признательные показания, согласно которым преступление было совершено им совместно с его братом Евгением и ещё одним соучастником, с которым они познакомились на автобусной остановке незадолго до нападения на Яну Болтынюк для совместного распития алкогольных напитков. Но так как они не состояли с ним в знакомстве, Татаринцев заявил, что его личность они с братом установить не смогут. Согласно показаниям Владимира Татаринцева, в ночь на 16 июля 2014 года его брат Евгений Татаринцев, находясь в состоянии алкогольного и наркотического опьянения, совершил нападение на Яну Болтынюк в тот момент, когда она свернула на дорожку от остановки к палаткам. Болтынюк оказала сопротивление и нанесла удар туфлёй в голову Евгению, после чего Владимир Татаринцев подбежал к Яне сзади, зажал ей рукой рот и вместе с братом и третьим сообщником оттащили девушку в рощу.
Подавив сопротивление жертвы, преступники разорвали её нижнее бельё, после чего изнасиловали. После совершения изнасилования Яна Болтынюк впала в особое психическое состояние, никак не реагировала на происходящее и казалась погружённой в себя, вследствие чего третий, неизвестный следствию сообщник предложил братьям совершить убийство девушки. Однако Евгений Татаринцев отказался от этого, после чего между преступниками произошла драка, в ходе которой он был избит. С целью урегулирования конфликта Владимир Татаринцев согласился убить Болтынюк, после чего задушил её с помощью удавки, сделанной из её наушников и палки. После совершения убийства Владимир Татаринцев связался со своим бывшим тестем Андреем Марочкиным, который, приехав на место преступления, согласился помочь избавиться от тела. Согласно свидетельствам Владимира Татаринцева, труп Яны Болтынюк они погрузили в багажник автомобиля, после чего вывезли в район Муратовского щебзавода, где подожгли. На основании этого Андрей Марочкин также был арестован, и ему были предъявлены обвинения. На допросе Марочкин полностью подтвердил показания Владимира Татаринцева, подробно рассказал, кто и как нёс тело Яны, что канистра с бензином, которую использовали для того, чтобы сжечь убитую, принадлежала ему. А во время следственного эксперимента Марочкин показал место, где припарковал свой автомобиль, — рядом с лесом у деревни Карачево. После случившегося пенсионер отмыл салон и багажник своей машины шампунем. 18 октября 2019 года Главное следственное управление Следственного комитета России сообщило о завершении расследования по делу Яны Болтынюк, а уголовное дело было направлено в прокуратуру для утверждения обвинительного заключения.

## Судебный процесс
Судебный процесс открылся 13 ноября 2019 года. На суде Евгений Татаринцев вынужденно признал, что совместно с братом Владимиром увлекался алкогольными напитками, а также наркотическими веществами, в частности курительной смесью «Спайс». Согласно показаниям Евгения, в ночь убийства Болтынюк он вместе с братом и ещё одним человеком находился на остановке в то время, когда девушка проходила мимо. Пытаясь завязать знакомство, Евгений остановил Яну, но получил отказ, после чего совершил на неё нападение, в результате которого Болтынюк в ходе самообороны нанесла удар туфлёй по голове Татаринцева, и он оказался на земле. Несмотря на признательные показания в совершении нападения, в ходе дальнейших судебных заседаний Евгений Татаринцев отказался признать себя виновным в совершении убийства и изнасилования Яны Болтынюк, заявив, что первоначальные признательные показания он дал, находясь под давлением следствия. Сославшись на антероградную амнезию, которая стала следствием наркотической зависимости, Татаринцев заявил, что не помнит дальнейшие события после нападения на Яну. В его изложении, он пришёл в себя только лишь после того, как Болтынюк была убита, он отказался признать как своё участие в сокрытии трупа убитой, так и причастность брата к совершённым преступлениям.
Владимир Татаринцев также отказался от своих первоначальных показаний, заявив, что сделал это, находясь под физическим и моральным давлением следствия. Он заявил о своей невиновности вследствие амнезии, но предположил высокую вероятность совершения убийства, так как, по его собственному признанию, удавка из палки и наушников, с помощью которой была задушена Болтынюк, была сделана именно им. Андрей Марочкин, который проходил на судебном процессе в качестве главного свидетеля преступления, тоже отказался от своих признательных показаний и заявил о том, что в ту ночь не находился на месте преступления. На одном из судебных заседаний суду были продемонстрированы результаты экспертизы, свидетельствующие о том, что на сумке Яны были найдены его запаховые следы, наличие которых суду Марочкин объяснить не смог. В это же время родители Яны Болтынюк подали гражданский иск на возмещение морального и материального ущерба на сумму 20 миллионов 472 тысячи рублей, который был принят судом.
Последнее судебное заседание перед вынесением приговора состоялось 6 декабря 2019 года. Прокуратура запросила для Владимира Татаринцева 24 года лишения свободы в колонии строгого режима, а для его брата Евгения — 22 года. В своём последнем слове оба подсудимых попросили прощения у родственников Яны Болтынюк, но отказались признать себя виновными в совершении убийства. Адвокаты братьев Татаринцевых настаивали на невиновности своих подзащитных, заявив о том, что во время судебного процесса не была доказана в полной мере причастность Владимира к совершению изнасилования девушки. В частности, адвокат Владимира Татаринцева заявила, что тот неправильно описал одежду Яны, а также утверждала, что после совершения убийства труп Болтынюк несли, тогда как следствием было доказано, что её волокли. Она также настаивала, что её подзащитный невиновен, так как у следствия нет оснований утверждать, что совершено именно убийство группой лиц, сопряжённое с изнасилованием. Также адвокат настаивала на том, что в ходе судебного процесса не была доказана насильственная причина смерти Яны Болтынюк. Эксперт, предоставленный стороной защиты, заявил, что наличие на шее трупа Болтынюк петли из синтетического материала чёрного цвета с деревянной закруткой не исключает наступление смерти от давления органов шеи, но и не исключает возможность использования данной петли для переноса мёртвого тела.
10 декабря 2019 года Калужский областной суд признал братьев Владимира и Евгения Татаринцевых виновными в изнасиловании и убийстве Яны Болтынюк и приговорил каждого из них к 18 годам лишения свободы в колонии строгого режима. Мать погибшей девушки Анна Болтынюк не согласилась с приговором, посчитав, что убийцы получили слишком мягкое наказание. В январе 2020 года адвокаты Татаринцевых подали апелляцию на решение суда, однако в феврале судебная коллегия по уголовным делам Первого апелляционного суда общей юрисдикции оставила ранее вынесенный приговор без изменений. Впоследствии Марочкину, отказавшемуся от своих показаний об участии в убийстве Болтынюк, были предъявлены обвинения в лжесвидетельстве.

## Последующие события
После суда у Евгения Татаринцева был диагностирован туберкулёз, после чего он некоторое время провёл в тюремной больнице, где ему была сделана операция. В конце 2022 года Татаринцев был завербован ЧВК «Вагнер» для участия во вторжении России в Украину и покинул исправительную колонию. Он получил помилование после шести месяцев участия в боевых действиях, после чего в мае 2023 года вернулся в Калугу, где снова стал вести асоциальный образ жизни. Его брат Владимир Татаринцев по состоянию на июнь 2023 года продолжал отбывать своё уголовное наказание в стенах исправительной колонии.

## В массовой культуре
- 21 февраля 2016 года на телеканале «ТНТ» вышел в эфир выпуск телепередачи «Битва экстрасенсов», участники которой сделали попытку найти виновного в убийстве Болтынюк, однако их предсказания не сбылись[31][32][33].
- https://rutube.ru/video/18e5d7e9ea1155ba72398b73e51b4bef/